# ITunes Originals – Something for Kate
iTunes Originals – Something for Kate – album australijskiej grupy rockowej Something for Kate, z serii iTunes Originals, wydany 22 maja 2007 roku. Wydawnictwo, prócz piosenek zespołu, zawiera także wywiady z jego członkami. Płyta jest wydawnictwem cyfrowym, dostępnym wyłącznie poprzez iTunes Store – nigdy nie była dostępna w sklepach.

## Lista utworów
1. "iTunes Originals"
2. "A Strange Relationship"
3. "Strategy"
4. "Fish of the Day"
5. "Pinstripe"
6. "A Man With a Ruler"
7. "Whatever You Want"
8. "The Female Influence"
9. "Old Pictures"
10. "New Ways to Present Feelings"
11. "You Only Hide"
12. "Tension & Anxiety"
13. "Feeding the Birds and Hoping for Something in Return"
14. "Playing Live"
15. "Monsters"
16. "Ashes to Ashes"
17. "Light at the End of the Tunnel"
18. "Reverse Soundtrack"
19. "Evolution"
20. "Deja Vu"
21. "To a T"
22. "Telescope"
23. "Hawaiian Robots"
24. "Recording Desert Lights"
25. "Transparanoia"
26. "Steph's Big Call"
27. "Down the Garden Path"
28. "Things We Didn't Want to Do"
29. "Impossible"
30. "A Straightforward Angry Rant"
31. "Cassandra Walks the Plank"
32. "More of the Same"
33. "A Fools History, Pt. 1"